# Rozsocha
Rozsocha je konvexní (vypouklý) povrchový tvar typický pro horské oblasti. Jedná se o dílčí část hřbetu nebo hřebenu v podobě protáhlé vyvýšeniny, jejíž délka přesahuje šířku, a která vybíhá z hlavního hřebene hornatiny či vrchoviny. Vzniká postupným erozním rozčleňováním hlavního hřbetu či hřebenu.
V Česku jsou četné ve všech pohořích České vysočiny a Karpat. Typické jsou krkonošské rozsochy vybíhající z vnitřního českého hřbetu.